# 且莫乡
且莫乡，是中华人民共和国四川省凉山彝族自治州昭觉县曾经下辖的一个乡。2021年1月12日，撤销且莫乡，其所属行政区域为古里镇的行政区域。

## 行政区划
且莫乡撤销前下辖以下地区：
洼赤觉村、哈诺姑村、苏巴姑村、阿土俄克村、夫土古尔觉村、溪莫呷妥村和溪莫洛摩村。